# Ángel Jesús Mejías Rodríguez
Ángel Jesús Mejías Rodríguez (Tembleque, 1 de març de 1959) és un exfutbolista i entrenador castellanomanxec. Com a futbolista, ocupava la posició de porter.

## Trajectòria
Després de militar a equips modestos, com el Díter Zafra, s'incorpora a l'Atlético Madrileño, filial de l'Atlètic de Madrid. Hi debuta amb els matalassers a la temporada 81/82, tot jugant nou partits de primera divisió.
Durant la dècada dels 80 seria un dels porters més destacats del conjunt madrileny, sumant 108 partits fins a la seua marxa el 1992. Però, només ostentaria la titularitat en dues campanyes, la 82/83 i la 84/85. En esta darrera, l'Atlético guanyaria la Copa del Rei i la Supercopa. Hi obtendria dues Copes del Rei més, el 1991 i el 1992.
Posteriorment a la seua sortida de l'Atlètic de Madrid, recala a modestos equips, com el Rayo Majadahonda, on es retiraria. Després de penjar les botes, ha seguit vinculat al conjunt roig-i-blanc, en qualitat d'entrenador de porters.